# Age of Consent (film)
Age of Consent è un film sentimentale e una commedia drammatica del 1969, diretto da Michael Powell. I protagonisti del film sono James Mason (co-produttore insieme a Powell), Helen Mirren, nel suo primo ruolo principale in un film, Jack MacGowran, e l'attrice Neva Carr Glyn. Il copione di Peter Yeldham era adattato dall'omonimo romanzo, semi-autobiografico, pubblicato nel 1938 da Norman Lindsay, che morì nello stesso anno in cui il film fu diffuso. 

## Trama
Bradley Morahan (James Mason) è un artista australiano che si sente annoiato dal successo e dalla vita a New York e decide quindi di ritorna in Australia per ritrovare gli stimoli che aveva avuto nella sua gioventù di artista.
Si sistema in una capanna in riva al meare, su una piccola isola, quasi disabitata, sulla Grande barriera corallina. Qui incontra la giovane Cora Ryan (Helen Mirren), cresciuta selvaggia con la sua unica parente, sua nonna 'Ma, donna difficile e alcolizzata di gin Per guadagnare qualcosa, Cora vende a Bradley un pesce da le pescato in mare. Più avanti gli vende un pollo rubato alla sua vicina di casa, la zitella Isabel Marley. Quando Bradley viene sospettato di essere il ladro, paga Isabel e fa promettere a Cora di non rubare mai più. Per aiutarla a risparmiare abbastanza denaro per realizzare il suo sogno di diventare una parrucchiera a Brisbane, la paga per prestarsi come modella. Lei lo rinvigorisce diventando la sua musa artistica.
Il lavoro di Bradley viene interrotto allorché compare un suo "amico" di lunga data, lo scroccone Nat Kelly, che si sta nascondendo alla polizia per gli assegni di mantenimento non corrisposti. Quando Bradley gli rifiuta un prestito, Nat si autoinvita a stare con lui. Dopo parecchi giorni, la pazienza di Bradley si esaurisce, ma Nat allora focalizza la sua attenzione sul corteggiamento di Isabella, da cui spera di ottenere del denaro, ma finisce poi per subirne un inaspettato fascino. Il giorno dopo lascia improvvisamente l'isola, ma non prima di aver rubato a Bradley il denaro e alcuni dei suoi disegni. La nonna 'Ma' sorprende Cora mentre posa nuda per Bradley e lo accusa d'imbastire una tresca con la sua nipote minorenne. Bradley si difende affermando di non aver fatto nulla di disdicevole. Infine, egli le dà la piccola somma di denaro che aveva risparmiato per consentirle di andarsene.
Quando Cora scopre che Ma ha trovato la sua somma nascosta di denaro contante, la insegue. Nello scontro che ne segue, Ma cade da una collina, si rompe l'osso del collo e muore. La polizia locale non trova motivo di proseguire le indagini, poiché è noto che l'anziana defunta era spesso ubriaca.
Più tardi, quella sera stessa, Cora va nella capanna di Bradley, ma rimane delusa dal fatto di essere considerata da lui solo come una modella. Mentre lei se ne va, Bradley la segue in acqua e finalmente la vede come una desiderabile giovane donna.

## Produzione
Il romanzo di Norman Lindsay era stato pubblicato nel 1938 e in Australia fu bandito. Una versione cinematografica fu annunciata nel 1961 dal produttore Oscar Nichols, che disse di volere ingaggiare gli attori Dan O'Herlihy e Glynis Johns. Nel 1962 Michael Pate ottenne i diritti e infine scritturò Michael Powell. Peter Yeldham fu incaricato di scrivere l'adattamento cinematografico.
Al romanzo di Lindsay furono apportati molti cambiamenti, compreso lo spostamento della città dal Nuova Galles del Sud alla Grande barriera corallina e facendo dell'artista un uomo di successo, invece che un fallito. Gran parte del budget fu assicurato dalla Columbia Pictures di Londra.
Prima di girare il film su Age of Consent, il regista Michael Powell ne disse:
()
Powell e Mason avrebbero voluto lavorare insieme in So dove vado, ma non furono in grado di raggiungere un accordo sul cachet e Mason non voleva spostarsi in Scozia. Dopo Age of Consent Powell tentò di reclutare Mason per la sua versione de La tempesta di William Shakespeare, un progetto che non fu mai realizzato.
Secondo Pate, era stabilito fin dall'inizio di trovare una sconosciuta attrice australiana di diciassette anni quale controparte di Mason. In un primo tempo, la scelta era caduta su Kathy Troutt, una famosa modella e tuffatrice australiana che addestrava delfini per il film Day of The Dolphin, e lavorava dietro le scene di tuffi e lavoro in marre, ed era anche la donna che era stata la controfigura per le scene di nudo sottacqua di Brooke Shields nel film Laguna blu. Alla fine, a interpretare la parte fu scelta la ventiduenne Helen Mirren.
Nella scena della New York Gallery furono usate opere d'arte del pittore John Coburn, mentre nelle scene su Dunk Island furono usati dipinti e schizzi di Paul Delprat.
In questo film, James Mason incontrò Clarissa Kaye, sua futura moglie: lei interpretava la parte di Meg, ex amica di Bradley in Australia. Le scene in cui loro erano insieme furo filmate a letto e Kaye, che stava guarendo da una polmonite, aveva una temperatura di 39º. Dopo aver girato il film, Mason iniziò una corrispondenza con Kaye, e i due si sposarono nel 1971, rimanendo uniti fino alla morte di Mason nel 1984 (a lei ci si riferiva talvolta come Clarissa Kaye-Mason).
Le riprese del film iniziarono a marzo 1968 nel velodromo di Albion Park e in altri luoghi di Brisbane, girando scene in città a Dunk Island e a Purtaboi Island sulla Grande barriera corallina al largo della costa del Queensland, mentre le scene d'interno furono allestite all'Ajax Film Centre, nei sobborghi orientali di Sydney.
Le fotografie subacquee furono scattate da Ron e Valerie Taylor quale loro primo lavoro cinematografico.

## Colonna sonora
La colonna sonora del compositore australiano Peter Sculthorpe fu tagliata dalla versione originale da parte dei dirigenti della Columbia, che la trovarono troppo originale. Una nuova colonna fu realizzata dal compositore britannico Stanley Myers.

## Censura
Sebbene Age of Consent fosse stato distribuito in Australia senza tagli, e avesse passato la British Board of Film Classification senza alcuna richiesta di tagli, il distributore, la Columbia Pictures, decise di tagliare le scene di apertura in camera da letto tra James Mason e Clarissa Kaye, e anche alcune scene di nudo di Mirren, accorciando così il film da 106 a 98 minuti prima che fosse distribuito nel Regno Unito e negli Stati Uniti. I dirigenti della Columbia non gradivano nemmeno lo spartito originale di Peter Sculthorpe, così questo fu sostituito con uno di Stanley Myers. Lo spartito originale di Sculthorpe fu riproposto quando il film fu restaurato nel 2005.

## Accoglienza

### Botteghino
Age of Consent fu un grosso successo in Australia, dove ricevette critiche generalmente favorevoli, e ottenne consistenti accoglienze; fu rappresentato ininterrottamente per sette mesi al Rapallo di Sydney. Il film raccolse al botteghino 981 000 dollari australiani, che erano equivalenti ad 9 711 900 AUD nel 2009. Fu il 13º film più popolare in Australia nel 1969.

### Critiche
Fuori dell'Australia, le critiche non furono molto positive. Penelope Mortimer sul The Observer scrisse:
()
Il critico di Variety scrisse che: 
()
Michael Powell riteneva che il film si fosse rivelato troppo comico: "Una commedia sensuale. Non un grande successo, ma interessante in ogni caso."

## Versione restaurata
Al Sydney Film Festival del 2005 fu proiettata una versione completamente restaurata del film, con la riproposizione sia delle colonne sonore originali di Peter Sculthorpe sia delle scene tagliate. Il restauro fu voluto da Martin Scorsese, un grande ammiratore di Michael Powell, e fu realizzato dalla The Film Foundation, come parte del loro lavoro di restauro di tutti i film di Powell, sotto la supervisione della montatrice Thelma Schoonmaker, che era stata la moglie di Powell dal 19 maggio 1984 fino alla morte di lui, avvenuta nel 1990. La versione restaurata fu pubblicata negli USA in DVD a gennaio 2009, all'interno di un cofanetto doppio di film di Powell, insieme con Scala al paradiso. La versione restaurata è disponibile su DVD nel Regno Unito, pubblicata da Sony Pictures, classificata "12" dal British Board of Film Classification, il punteggio originale. In seguito, è comparsa anche in TV: bbe la sua "prima" su Film Four nel Regno Unito in dicembre 2012.
Umbrella Entertainment pubblicò un DVD della versione restaurata in Australia nel luglio 2012, con contenuti speciali allegati, tra cui un commento audio con Martin Scorsese, lo storico Kent Jones, l'attrice Helen Mirren: A Conversation with Cora, and Down Under with Ron and Valerie Taylor.